# PNG
رسوميات الشبكة المحمولة (بالإنجليزية: Portable Network Graphics) أو اختصارا PNG، هي بنية ملف صورة نقطية توظف تقنية ضغط البيانات دون ضياع. تم إنشاء PNG لتحسين صيغة جي آي إف (Graphics Interchange Format) كبنية ملف للصور لا تحتاج إلى ترخيص براءة اختراع. تلفظ اختصارا باسم بي إن جي.
تدعم بنية PNG لوحة الألوان (ذات 24 بت النموذج اللوني أحمر أخضر أزرق أو 32 بت RGBA)، التدرج الرمادي، بالإضافة إلى صور RGB أو RGBA. صممت ملفات PNG لنقل الصور على شبكة الإنترنت، وليس للرسوميات المهنية، ولذلك فهي لا تدعم فضاءات الألوان الأخرى مثل (مثل النموذج اللوني سيان ماجنتا أصفر أسود).
تأخذ ملفاتPNG.

## التاريخ والتطوير
ظهر الدافع لتطوير بنية ملف PNG في أوائل عام 1995، بعد أن اتضح أن خوارزمية ضغط البيانات ال زد دابليو (LZW) المستخدمة في ملفات جي آي إف، مسجلة كبراءة اختراع لشركة يونيسيس. كانت هناك أيضا مشاكل أخرى مع بنية GIF مما خلق الضرورة لوجود بديل عنها، ولا سيما في حدودها عند استيعاب 256 لون فقط في وقت كانت فيه أجهزة الكمبيوتر قادرة على عرض أكثر من 256 لونا شائعا. على الرغم من أن ملفات GIF تسمح بعرض الصورة المتحركة، إلا أنه قرر أن PNG ينبغي أن تكون للملفات التي على شكل صورة واحدة.
في يناير 1995، نوقش مشروع تمهيدي على أخبار يوزنيت "comp.graphics" لوضع أفكار موضوع استبدال بنية ملف GIF، وظهرت العديد من المقترحات التي من شأنها أن تكون في وقت لاحق جزءا من بنية ملف PNG.

## شفافية الصورة
تقدم PNG مجموعة متنوعة من الشفافية. مع الصور ذات الألوان الحقيقية والرمادي التي يمكن أن يتم تعريف قيمة البكسل الواحدة منها إما شفافة أو يمكن إضافة قناة ألفا (تمكين أي نسبة مئوية من الشفافية الجزئية ليتم استخدامها).
للصور الملونة، يمكن إضافة قيم ألفا إلى لوحة الألوان. عدد هذه القيم المخزنة قد يكون أقل من العدد الكلي للإدخلات إلى لوحة الالوان وفي هذه الحالة تعتبر الإدخالات المتبقية مبهمة تماما.

## الضغط
بي إن جي تستخدم مرحلتين لعملية الضغط:
- مرحلة ما قبل الضغط (التنقية).
- مرحلة الضغط.

تستخدم بي إن جي طريقة قد تكون مضيعة للبيانات في عملية الضغط تسمى بعملية تفريغ الهواء (دلالة على الضغط).

## التحريك
بي إن جي بالأصل لا تدعم التحريك. إم إن جي (MNG) هي بنية من بنيات بي إن جي التي تدعم التحريك، وقد صممت من قبل أعضاء من مجموعة بي أن جي، إم إن جي تنشر بنية وأجزاء بي إن جي الاساسية لكنها معقدة أكثر وتحتوي على توقيع ملف مختلف.
أدى مدى تعيد إم أن جي إلى اقتراح بنية جديدة وهي آ بي إن جي (APNG) عن طريق مطورين من مؤسسة موزيلا، وهذه الصيغة تعتمد بشكل اساسي على بي إن جي وو هي تدعم التحريك وأسهل من البنية إم إن جي.

## مقارنة مع صيغ الملفات الأخرى

### مقارنة مع جي أي إف (GIF)
- للصور الصغيرة، جي أي إف يمكنها أن تحقق ضغطا أكبر للصور من بي إن جي.
- لأغلب الصور، باستثناء الحالة المذكورة أعلاه، جي أي إف سيكون لها حجم أكبر من بي أن جي.
- بي أن جي تعطي مجموعة أوسع من خيارات الشفافية من جي أي إف.
- في حين أن جي أي إف تقتصر على 8 بت للون المفهرس، بي إن جي تعطي مجموعة أوسع بكثير من عمق اللون، بما في ذلك 24 بت (8 بت لكل قناة) و48 بت (16 بت لكل قناة) من اللون الحقيقي، والسماح لمزيد من دقة اللون، سلاسة التلاشي، الخ. عند إضافة قناة الفا، بحدود 64 بت لكل بكسل (قبل الضغط) ممكنة.
- عند تحويل صورة من بنية بي إن جي إلى بنية جي أي إف، يمكن أن تتأثر جودة الصورة إذا كانت صورة ال بي إن جي تحتوي على أكثر من 256 لون.
- جي أي إف في جوهرها تدعم الصور المتحركة. بي أن جي من الممكن أن تدعم الصور المتحركة فقط عن طريق الصيغ الغير رسمية.

صور بي إن جي غير مدعومة بشكل كبير عن طريق متصفحات الإنترنت القديمة. على وجه التخصيص، إنترنت اكسبلورر 6 لديه دعم محدود ل بي إن جي.

## وصلات خارجية
- بي إن جي على موقع SourceForge (الإنجليزية)
- الموقع الرئيسي لـ PNG